# Patrick Meyer (homme de radio)
Pour les articles homonymes, voir Meyer et Patrick Meyer.
Patrick Meyer est une personnalité de la radio française, ayant notamment lancé la Radio Jumbo, puis  RFM en 1981 .

## Biographie
Assistant technico-réalisateur à RTL, il remet sa démission pour travailler pour FR3 aux Antilles. Pendant ses temps libres, il parcourt les îles en négociant avec les différents gouvernements l'autorisation d'installer sa propre radio.
Fin des années 70. Le gouvernement de la Dominique lui accorde une licence d'émission en ondes moyennes. Sans moyens financiers. Il cherche les capitaux. Christian Fechner, producteur de cinéma et propriétaire des théâtres de l'Européen et de l'Alcazar décidé de le financer. Patrick Meyer installe Radio Jumbo.
Directeur de Radio Jumbo, il est ensuite le maître d'œuvre de Radio 7 de 1980 à 1981. Il démissionne de la direction de Radio 7 en réaction à l'intervention du président de Radio France lui demandant d'annuler une intervention de Coluche en tant que candidat à l'élection présidentielle de 1981.
Il crée ensuite RFM en juin 1981 qui émet de Vélizy 2, mais rencontre des difficultés, la loi libéralisant les ondes étant initialement très restrictive en matière de revenus publicitaires et de puissance d'émission. Son non-respect de ces dispositions l'expose à des brouillages durant plusieurs mois. Il développe un réseau en France, rachetant en 1986 le réseau CFM, mais il revend RFM en 1989 à un groupe anglais Crown Communication (35 % du capital, 35 % également à Patrick Meyer, et 30 % au Crédit mutuel Artois), avant d'abandonner définitivement la station et de quitter la France la même année.
En 2002, il propose avec Eddy Mitchell un projet de radio du cinéma, Ciné FM. Le projet est abandonné avant son lancement.